# 小線源治療
小線源治療（しょうせんげんちりょう、英: Brachytherapy）は放射線療法の一手法。近接照射療法とも呼ばれる。

## 概要
外照射では遠隔に位置する照射装置から放射線が患部に照射されるが、小線源治療では対照的に、放射線源が患部の近傍に導入されて照射される。放射線源としては半減期が59.6日でガンマ線を放出するヨウ素125、半減期が73.8日でガンマ線を放出するイリジウム192のような放射性同位体が使用される。針状のカテーテルなどで腫瘍に送り込まれる。

## 作用原理
放射性同位体から放出される放射線で周囲の腫瘍に損傷を与える。

## 適応

### 子宮頚癌
遠隔転移のない子宮頚癌に小線源治療が用いられる。外照射と小線源治療の併用療法は、外照射単独よりも治療成績が良い。小線源治療を正確に行えば、子宮頚部に高線量を投与し、隣接する臓器の線量を最低限にすることが可能である
。

### 前立腺癌

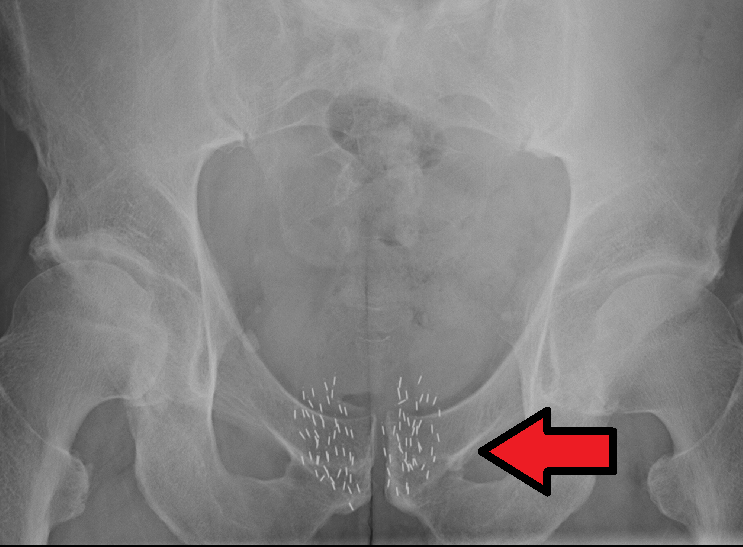
前立腺癌の密封小線源治療後の単純X線写真。矢印は前立腺内に留置された線源を示す。

前立腺癌の小線源治療には密封小線源永久挿入療法と高線量率組織内照射の2種類の方法がある。
密封小線源永久挿入療法では125Iシード線源を前立腺内に留置する。前立腺癌のリスク分類の中で低リスク群は密封小線源永久挿入療法の単独治療が適応となる。低リスク群に対する密封小線源永久挿入療法は手術、外照射と同等の成績が得られる一方で、勃起不全や尿失禁などの有害事象はより少ない 。
高線量率組織内照射は、前立腺内に針を挿入し、一時的に192Ir線源をその針の中に留置する方法である。密封小線源永久挿入療法と比べると普及していないのが現状である。

### その他
口腔癌などに対して用いられる場合がある。舌癌に対する小線源治療は舌癌#治療を参照。